# MOA-2007-BLG-192-L b
MOA-2007-BLG-192-L b är en exoplanet. Den var vid upptäckandet en den lättaste exoplaneterna som identifierats. Den har en massa på 3,3 jordmassor eller 0,0104 Jupitermassor. Den roterar på ett avstånd av cirka 0,62 AU från sin stjärna, alltså 60 procent av avståndet mellan solen och jorden.
Planeten upptäcktes genom gravitationell mikrolinsning på Mount John University-observatoriet på Nya Zeeland den 24 maj 2007.

## MOA-2007-BLG-192-L
Stjärnan som den nya planeten kretsar kring, MOA-2007-BLG-192-L, är en liten röd dvärg, möjligtvis en brun dvärg eftersom den knappt kan driva en fusionreaktion på grund av sin låga massa, cirka 3 000 ljusår från jorden, i Skyttens stjärnbild. Den har en massa på cirka 6 procent av solens.